# Razor
Razor (с англ. — «Бритва») — канадская трэш/спид-метал группа, основанная гитаристом Дейвом Карло в 1983 году в Гуэлфе, провинция Онтарио.
Вместе с такими группами как Annihilator, Voivod и Exciter, Razor возглавляет канадское трэш-движение и является одним из ведущих коллективов в жанре трэш-метал в Канаде.
Пик активности группы пришелся на середину 1980-х, когда в период с 1985 по 1988 год включительно, коллектив выпустил 5 студийных альбомов, представляющих классический трэш-метал. Всего же в период с 1984-го по 1997 год, группой записано и выпущено 8 студийных альбомов, 1 мини-альбом, 3 демо и 1 компиляция.

## Дискография

### Студийные альбомы
- Executioner's Song (1985)
- Evil Invaders (1985)
- Malicious Intent (1986)
- Custom Killing (1987)
- Violent Restitution (1988)
- Shotgun Justice (1990)
- Open Hostility (1991)
- Decibels (1997)
- Cycle of Contempt (2022)

### Мини-альбомы (EP)
- Armed and Dangerous (1984)

### Демо
- Demo 84 (1984)
- Escape the Fire (1987)
- Decibels (1992)

### Компиляции
- Exhumed (1994)

## Участники

### Текущий состав
- Дейв Карло — электрогитара (1983—1992, 1997—наши дни);
- Майк Кампаноло — бас-гитара (1983—1987, 2005—2008, 2011—наши дни);
- Боб Рейд — вокал (1989—1992, 1997—наши дни);
- Шариф «Reef» Хассаньен — ударные (2018—наши дни)[1];

### Бывшие участники
- Майк Эмбро — ударные (1983—1987)
- Джон Шеффель — вокал, гитара (1983—1984)
- Шейн Логан — вокал (1984)
- Стейс МкЛарен — вокал (1984—1989)
- Адам Карло — бас-гитара (1987—1992, 2003—2005, 2008—2011)
- Роб Миллс — ударные (1988—1992, 1998—2014)
- Джон Армстронг — бас-гитара (1991—1992, 1997—2002)
- Рик Остербош — ударные (1997)
- Райдер Джонсон — ударные (2014—2018)